# La Navicella
La Navicella est une œuvre de Giotto di Bondone, une mosaïque monumentale qui était placée initialement dans le tympan du porche de l'ancienne basilique Saint-Pierre de Rome.

## Historique
Cette mosaïque géante située à l'origine dans le porche-est de l'ancienne basilique Saint-Pierre de Rome mesurait environ 13,5 × 9,5 m, et elle fut commandée par le cardinal Giacomo Stefaneschi,  principal mécène de la cour pontificale  sous le pape Boniface VIII (1235-1303).
Pendant la construction de la nouvelle basilique Saint Pierre au XVIe siècle, elle fut déplacée à plusieurs reprises et endommagée (perte de l'inscription, du cadre et deux figures d’anges, le personnage de saint Pierre...).
Pendant deux siècles, la mosaïque a constitué le chef-d'œuvre le plus admiré de l'artiste
La mosaïque fut finalement installée à l'intérieur de l'église en 1628 pour la protéger contre les effets des intempéries, après la copie exacte sur toile par  Francesco Berretta.
Un autre changement d'emplacement,  en 1674, lui impose de  nouvelles dégradations et des restaurations de style baroque. C'est cette version qui est visible aujourd'hui.
Plusieurs répliques en ont été réalisées.

## Composition
La scène représentée relate l’épisode du lac de Tibériade où l'apôtre Pierre marche sur les eaux à la rencontre du Christ, les autres apôtres effrayés regardant depuis le bateau. Des anges, des saints regardent la scène depuis les cieux, placés en haut à droite et en haut à gauche du tableau.
Un pêcheur, placé à gauche en bas, semble indifférent à la scène qui se déroule.
La  forte présence centrale du bateau qui domine la scène voile gonflée par la tempête, occultant même l'horizon, est à l'origine de son surnom   Navicella  (« petit bateau ») qui lui est donné lors de la copie pour l'église Saint-Pierre à Strasbourg en 1320. Surnom qui lui reste ensuite, cité par Parri Spinelli 80 ans plus tard, puis au  XIVe siècle par les guides des pèlerins.
Le Metropolitan Museum of Art de New York possède un dessin préparatoire à la plume sur papier de Giotto (274 × 388 mm).

## Analyse
Les réactions différentes des apôtres seraient  des modulations de la frayeur, et cette composition de Giotto fut mise en parallèle (par Leon Battista Alberti et Lodovico  Castelvetro) avec celle de Timanthe représentant le Sacrifice d’Iphigénie (Pline, Quintilien), avec un  second trait commun : la navigation. Ce tableau de Giotto constituerait une transposition chrétienne du miracle païen du sacrifice d’Iphigénie.

## Auteurs des répliques
- Francesco Berretta (1628), 740 × 990 cm,  Fabbrica di San Pietro, Rome[3]
- Guido Ubaldo Abbatini (1649) et restauration

- Parri Spinelli, plusieurs copies :
  - au Musée du Louvre de Paris
  - au musée Bonnat de Bayonne (France) nommée La Pêche miraculeuse
  - au Metropolitan Museum of Art de New York
  - à Chantilly

## Œuvres similaires
- Antoniazzo Romano, Musée du Petit Palais (Avignon)
- Strasbourg, église Saint-Pierre-le-Jeune : fragments médiévaux repeints autour de 1900 par Carl Schäfer.